# Countryside Life
"Countryside Life" (tiếng Hàn Quốc: 전원일기 Jeon Won Ilgi, dịch là "Cuộc sống thôn quê") là một bài hát của nhóm nhạc nữ Hàn Quốc T-ara N4 - nhóm nhỏ của T-ara. Lấy từ đĩa mở rộng đầu tiên cùng tên (2013), bài hát được viết và sản xuất bởi Duble Sidekick, với sự hỗ trợ của Hwang Ho-jin. Nó có sự tham gia của rapper nhóm Speed, Woo Tae-woon. "Countryside Life" là một ca khúc dance-pop pha trộn với hip-hop, trong khi lời bài hát nói về mong muốn thoát ra khỏi những thói quen hằng ngày, những động tác vũ đạo về nông thôn.

## Video âm nhạc

### Thông tin
Video âm nhạc của "Countryside Life" do đạo diễn Jo Soo-hyun chỉ đạo, được quay trong khoảng thời gian ba ngày và bốn đêm. Jo, được biết đến với vai trò đạo diễn của PSY trong "Gangnam Style" và "Gentleman", Phiên bản dance của video âm nhạc được đạo diễn bởi Hong Won-ki, người từng làm việc cùng T-ara với video Bunny Style! của họ. Đoạn video teaser được chiếu tại M! Countdown 2013 tại buổi hòa nhạc ở Đài Loan, trong khi các video âm nhạc đầy đủ được chiếu trên YouTube, GomTV và các trang web âm nhạc trực tuyến khác ngày 29 tháng 4 năm 2013. 
Video có sự tham gia của ca sĩ Kim Wan-sun, chính trị gia Huh Kyung-young, diễn viên Jung Woon-taek, cầu thủ bóng chày đã nghỉ hưu Yang Joon Hyuk, Kang Min-kyung của Davichi và Tae-won của Speed.
Phiên bản drama mô tả một nhóm nông dân đang mệt mỏi, chán nản công việc. Khi người giám sát của họ không để ý, các thành viên bỏ đi và tham gia một cuộc thi nhảy được tổ chức tại thành phố,...

## Xếp hạng

### Xếp hạng hàng tuần
| Xếp hạng (2013)                          | Vị trí cao nhất |
| ---------------------------------------- | --------------- |
| Hàn Quốc (Gaon Chart)                    | 11              |
| Hàn Quốc (Billboard Korea K-Pop Hot 100) | 15              |